# كرنيرك
الكَرنِيَرِك (تعني: بطن مشروخ باللغة التركية) هو طبق موجود في المطبخ التركي ويتكون من الباذنجان المحشو بمزيج من البصل المفروم المقلي والثوم والفلفل الأسود والطماطم والفليفلة والبقدونس واللحم المفروم. الطبق المشابه هو إمام بَيلدي والذي لا يحتوي على اللحوم ويُقدم في درجة حرارة الغرفة أو دافئًا. فهو يشبه شيخ المحشي